# 民生路 (上海市)
民生路是中国上海市浦东新区内一条南北向的主干道，由民丹线轮渡民生路码头始，至世纪公园止。
民生路两侧有上海海事大学（民生路校区），泾南中学，上海市公安局出入境局，上海银联，上海银监局，上海出入境检验检疫局和浦东新区人民政府，与浦东大道，张杨路，杨高中路，锦绣路等路相交。
民生路北段（洋泾街道）按规划会过黄浦江与杨浦区江浦路相连，建设江浦路隧道；南段（花木街道）规划过世纪公园建隧道与白杨路相连。

## 轨道交通
民生路有轨道交通14号线与18号线（与浦东大道相交）昌邑路站，6号线与18号线（与张杨路相交）民生路站，9号线与18号线（与杨高中路相交）杨高中路站。

## 历史沿革
民生路已有90多年的历史，它原为乡间泥路，没有名字。1922年，由浦东塘工善后局修建为弹石路面，以三民主义中的“民生”二字命名。1951年10月，东起洋泾港，西至源深路，南邻漕浜乡，靠浦东大道的区域内用路名建立了洋泾区民生乡，民生乡于1956年2月撤消。1955年，弹石路面的民生路拓宽改建成沥青路面，北起黄浦江边，南迄沈家弄路，长1.25公里，宽6—7米。
20世纪90年代末，随着浦东开发，民生路又一次拓宽并延伸。民生路轮渡站在民生路的最北端，来往于浦东、浦西的渡口南接浦东民生路，北接浦西的丹东路，有对开轮渡，称民丹轮渡线。